# Изотропный излучатель

Анимированная диаграмма волн из изотропного излучателя, представленная красной точкой

Изотро́пный излуча́тель — воображаемая (идеальная) антенна, излучающая во все направления электромагнитную энергию одинаковой интенсивности. Диаграмма направленности изотропного излучателя — круговая во всех сечениях, в частности, по векторам E и H. Изотропный излучатель излучает без потерь, то есть его КПД равен 100 %.

## Применение
Изотропный излучатель считается эталоном при проектировании антенн и расчёте их направленных свойств. Принятая логарифмическая оценка усиления (ослабления) реальной антенны по сравнению с изотропным излучателем — dBi (изотропный децибел).